# 20074 Laskerschüler
20074 Laskerschüler là một tiểu hành tinh vành đai chính với chu kỳ quỹ đạo là 1266.6647338 ngày (3.47 năm).
Nó được phát hiện ngày 14 tháng 1 năm 1994.